# Kogut z Barcelos

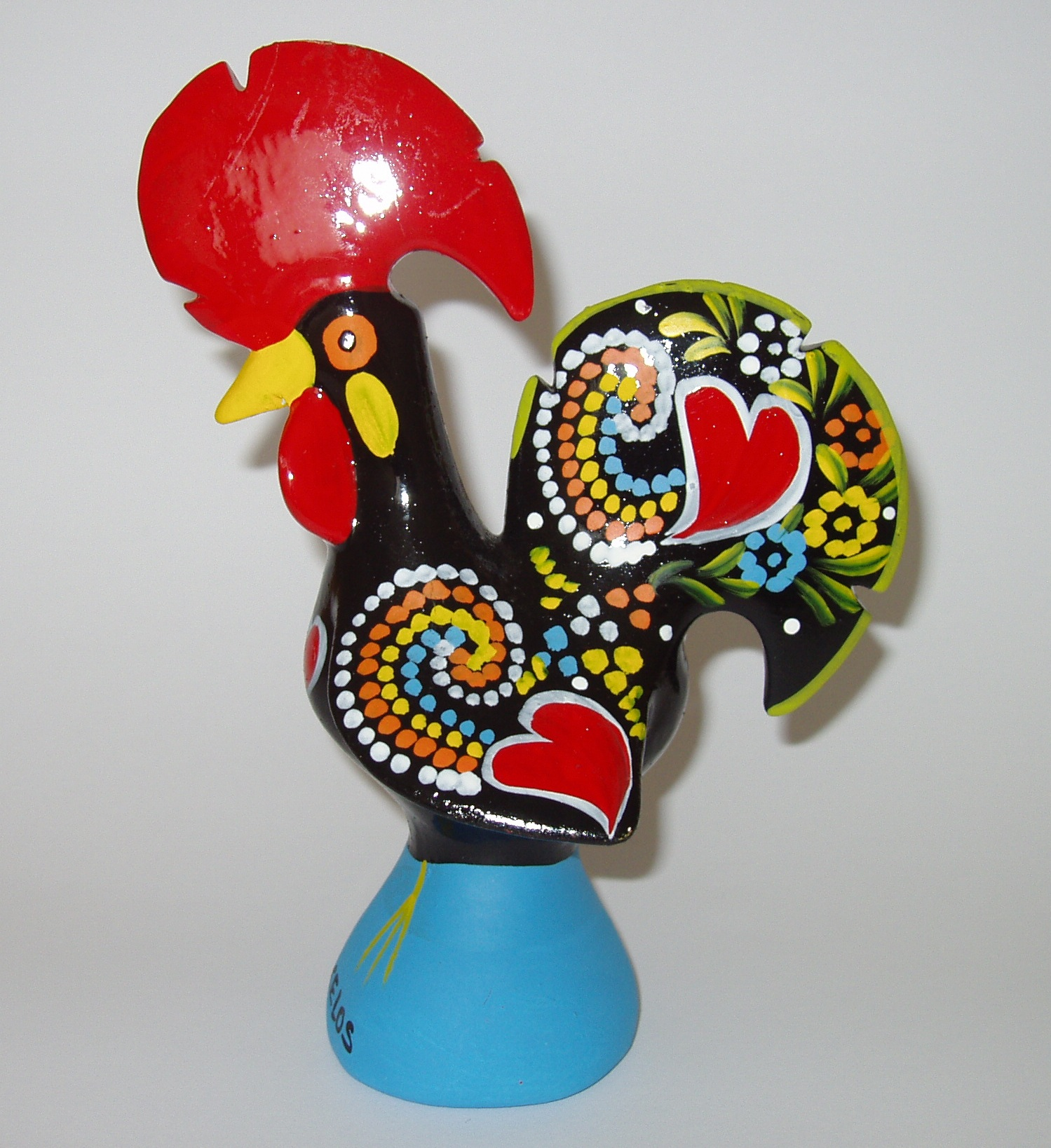
Kogut z Barcelos

Kogut z Barcelos (port. Galo de Barcelos) – jeden z najpopularniejszych folklorystycznych symboli Portugalii, któremu towarzyszy średniowieczna legenda.

## Legenda
W mieście Barcelos popełniono przestępstwo, ale sprawca, co potęgowało strach mieszkańców, pozostawał nieznany. Pewnego dnia do osady przybył galisyjski pielgrzym zmierzający do Santiago de Compostela, który stał się głównym podejrzanym. Mimo przekonywań o swojej niewinności, przybysz został uwięziony i skazany na śmierć przez powieszenie. Przed wykonaniem wyroku poprosił jeszcze, aby zaprowadzono go przed oblicze sędziego, który posłał go na szubienicę. Przybywszy do domu urzędnika, który właśnie wydawał przyjęcie, Galisyjczyk jeszcze raz zaczął błagać o darowanie mu życia, ale jego zabiegi niewiele dały. Wobec tego zwrócił się do obecnych, ogłaszając: „Moja niewinność jest tak samo pewna jak to, że ten pieczony kogut zapieje, gdy tylko zawisnę”. Skonsternowani biesiadnicy, mimo niedowierzań i śmiechów, nie zdecydowali się tknąć koguta. Jakiś czas później, gdy wieszano biednego pielgrzyma, ptak nagle ożył i donośnie zapiał. Sędzia, który uwierzył w swój błąd, natychmiast ruszył pod szubienicę, gdzie okazało się, że źle wykonana pętla uratowała skazanego przed śmiercią. Galisyjczyk, którego puszczono wolno, wrócił po latach do Barcelos i postawił tam krzyż na cześć Najświętszej Maryi Panny i św. Jakuba (Cruzeiro do Senhor do Galo).